# 弗蘭米爾·雷耶斯
弗蘭米爾·費德瑞科·雷耶斯（英語：Franmil Federico Reyes，1995年7月7日—），為多明尼加籍的外野手與指定打擊，目前效力於北海道日本火腿鬥士，他先前曾效力於教士、印地安人/守護者、小熊與皇家等隊。

## 職業生涯

### 聖地牙哥教士
雷耶斯16歲就和教士簽約，2018年5月14日，外野手威爾·邁爾斯和杭特·倫弗洛都在傷兵名單，因此雷耶斯登上大聯盟。他也在5月21日敲出大聯盟首轟。期間雷耶斯在大聯盟和3A之間不斷來回升降，一直到第四次升上大聯盟，雷耶斯的打擊才趨於穩定。8月30日，他敲出生涯首發再見轟。整季他敲出16轟，OPS為.838。

### 克里夫蘭印地安人/守護者
2019年7月31日，教士、印地安人與紅人進行交易。教士將雷耶斯送往印地安人，印地安人還獲得亞塞爾·普伊格、Logan Allen、Victor Nova和Scott Moss；紅人獲得崔佛·鮑爾；教士獲得Taylor Trammell。該年雷耶斯繳出2成49的打擊率，隔年他的打擊率為2成75，並敲出9轟與34分打點。
2021年，雷耶斯的打擊率為2成54，儘管他中間因傷休息一個半月，但仍敲出30轟與85分打點。2022年8月6日，球隊將雷耶斯給指定讓渡。

### 芝加哥小熊
2022年8月8日，小熊從讓渡名單選走雷耶斯。8月23日，他首次以投手身分登場，並對保羅·德楊恩投出生涯首次三振。整季他繳出2成34的打擊率，並敲出5轟與19分打點。球季結束後，他成為自由球員。

### 堪薩斯市皇家
2023年2月15日，雷耶斯與皇家簽下小聯盟約。後來他成功進入開季名單。不過他在皇家只繳出1成86的打擊率，並敲出2轟與7分打點。隨後他被送往3A，5月8日被球隊指定讓渡，11日成為自由球員。

### 華盛頓國民
2023年5月18日，雷耶斯與國民簽下小聯盟約。他在3A繳出2成19的打擊率，並敲出5轟與19分打點。他在8月11日被球隊釋出。

### 北海道日本火腿鬥士
2024年1月8日，雷耶斯加盟日職的日本火腿鬥士。8月31日，他刷新的球隊的外國選手連續安打紀錄。球季結束後，他和球隊續簽一年合約。

## 外部連結
- 球員資訊和成績在MLB ，ESPN ，Retrosheet ，Baseball Reference ，Baseball Reference (Minors) ，Fangraphs （英文）
- 弗蘭米爾·雷耶斯在台灣棒球維基館上的頁面（繁體中文）
- 弗蘭米爾·雷耶斯的Instagram帳戶